# Osseck

Osseck mit der Straße Am Kulm

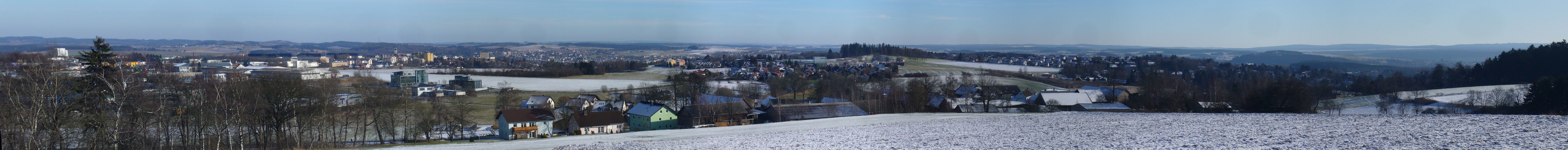
Panorama von Osseck

Osseck ist ein Stadtteil der kreisfreien Stadt Hof (Regierungsbezirk Oberfranken, Bayern). Osseck liegt in der Gemarkung Wölbattendorf. Zum Stadtteil Osseck gehört Haag.

## Geografie
Das Dorf liegt am Rauhbach (im Unterlauf Otterbach genannt), einem linken Zufluss der Sächsischen Saale. Im Westen steigt das Gelände zur Kulm (613 m ü. NHN) an. Eine Gemeindeverbindungsstraße führt nach Hohensaas zur Bundesstraße 15 (0,7 km nördlich) bzw. zum Münsterviertel (0,4 km nordöstlich). Durch Osseck verlaufen die Straßen „Am Kulm“, „Birkigtweg“ und „Heuberggrund“.

## Geschichte
Im Jahr 1376 stiftete der Nürnberger Burggraf Friedrich V. dem Klarissenkloster Hof eine Herberge in Osseck. Gegen Ende des 18. Jahrhunderts bestand Osseck aus 13 Anwesen. Das Hochgericht hatte das bayreuthischen Stadtvogteiamt Hof. Grundherren waren das Klosteramt Hof (2 Anwesen) und das Kastenamt Hof (11 Anwesen).
Von 1797 bis 1810 unterstand Osseck dem Justiz- und Kammeramt Hof. Infolge des Ersten Gemeindeedikts wurde Osseck dem 1812 gebildeten Steuerdistrikt Köditz und der zugleich entstandenen Ruralgemeinde Wölbattendorf zugewiesen. Am 1. Juli 1972 wurde Osseck im Zuge der Gebietsreform in Bayern nach Hof eingemeindet.

### Baudenkmäler
- Birkigtweg 1, 3: Bauernhaus[10]

### Einwohnerentwicklung
| Jahr      | 1799  | 1819  | 1861   | 1871   | 1885   | 1900   | 1925   | 1950   | 1961   | 1970   | 1987   | 2020 |
| Einwohner | 75    | *90   | 119    | 117    | 129    | 137    | 140    | 173    | 169    | 165    | 87     | *97  |
| Häuser    | 13    |       |        |        | 19     | 20     | 20     | 28     | 29     |        | 21     |      |
| Quelle    | [ 6 ] | [ 7 ] | [ 12 ] | [ 13 ] | [ 14 ] | [ 15 ] | [ 16 ] | [ 17 ] | [ 18 ] | [ 19 ] | [ 20 ] |      |

## Religion
Osseck ist seit der Reformation evangelisch-lutherisch geprägt und bis heute nach St. Michaelis (Hof) gepfarrt.